# Broken Barriers (film fra 1919)
Broken Barriers er en amerikansk stumfilm fra 1919 af Charles E. Davenport.

## Medvirkende
- Alice Hastings – Khava
- Alexander Tenenholtz – Fedka
- Giacomo Masuroff – Tobias
- Billie Wilson
- Sonia Radin – Parasha